# Pekrski dogodki

## Povzetek
Z organi SFRJ nedogovorjene in enostranske spremembe zakonodaje Republike Slovenije (RS) na področju obrambe, med katerimi so nekatere stopile v veljavo že pred plebiscitom o samostojnosti RS, so se odrazile v prevzemu nekaterih obrambnih pristojnosti, okrepitvi samostojnosti (delovanja) Teritorialne obrambe RS (TO) in okrnjenih napotitvah slovenskih nabornikov na služenje vojaškega roka v Jugoslovansko ljudsko armado (JLA).[I]:244—245,266,429 Najbolj opazen znak, da RS že pred razglasitvijo samostojnosti vzpostavlja avtonomne oborožene sile, pa je bilo odprtje centrov za urjenje nabornikov TO. Učna centra v Pekrah pri Mariboru in na Igu pri Ljubljani sta 15. 5. 1991 odprla vrata za prve nabornike. JLA je odprtju odločno nasprotovala.[I]:272,279
Rezultat spora glede obrambnih pristojnosti RS in okrnjenih napotitev nabornikov je bil incident med pripadniki TO in JLA pri učnem centru TO v Pekrah 23. 5. 1991, ki ga je sprožila TO s prijetjem dveh izvidnikov JLA. JLA je prijetje izkoristila za obkolitev centra. Terjala je izpustitev izvidnikov in predajo slovenskih nabornikov. Čeprav sta bila zajeta vojaka izpuščena, je JLA proti centru TO napotila okrepitve.[III]:6 JLA bi, sklicujoč se na zvezno zakonodajo in sklepe Predsedstva SFRJ, sprejete 8. 5. 1991, lahko oba centra zavzela in razpustila.[I]:279 Centra, ki ju je varovala po ena proti-diverzantska četa, popolnjena z rekruti, intervenciji JLA večjih razsežnosti ne bi bila kos.[II]:123—131 A na dogajanje v Pekrah so se burno odzvali mediji in lokalno prebivalstvo, ki se je v podporo obkoljeni posadki TO začelo zbirati v bližini centra in oviralo prihod novih enot JLA.
Incidentu pri učnem centru so sledila večerna pogajanja v prostorih mariborske občine med predstavniki republiške in lokalne oblasti, TO in JLA. Poveljnika TO za vzhodnoštajersko pokrajino in njegovega sodelavca, ki sta sodelovala na pogajanjih, je sredi pogajanj prijela posebna enota JLA. Občina Maribor je v odgovor vsem vojaškim objektom na območju občine izklopila elektriko in telefonske povezave, pred vojašnicami JLA v Mariboru pa so se vrstili protesti. Pred vojašnico vojvode Mišiča je množica zoper JLA sovražno nastrojenih občanov z oviranjem vozil skušala blokirati vhode. Med oviranjem oklepnika JLA je 24. 5. 1991 prišlo do nesreče, v kateri je umrl protestnik.[I]:279—280 Navkljub napetim razmeram epizoda ni prerasla v strelski obračun.
V noči s 26. na 27. 5. 1991 je sekretariat za ljudsko obrambo RS poskrbel za novo provokacijo. Iz mariborskega TAM-a, kjer so izdelovali vojaška vozila za potrebe JLA, so bili odpeljani štirje izgotovljeni oklepniki, namenjeni v Črno goro. Zaradi pritiska vrha JLA in nasprotovanja več slovenskih politikov so bila vozila po treh tednih vrnjena.[I]:280

## Potek dogodkov

### Prolog
V 710. učnem centru Teritorialne obrambe (TO) v Pekrah se je usposabljala prva generacija nabornikov v samostojni Sloveniji. Dotedanje zvezne oblasti in Jugoslovanska ljudska armada (JLA) so si prizadevale to preprečiti. JLA je že večkrat zahtevala zaprtje obeh učnih centrov TO, v Pekrah in na Igu pri Ljubljani, ter izročitev nabornih evidenc. Slovenske oblasti tega niso hotele storiti. JLA je v mariborske vojašnice poslala več posebnih oddelkov z oklepnimi vozili, v bližino Peker pa je začela pošiljati izvidnike. TO je zato vpoklicala dve protidiverzantski četi, ki sta oba centra zavarovali. 

### Incident in obkolitev
Dne 23. maja 1991 prišlo do incidenta med TO in JLA. Teritorialci so v bližini centra zajeli dva vojaška izvidnika, vendar so ju kmalu nato izpustili. JLA je kljub temu učni center obkolila s tanki in zahtevala izročitev enote, ki je priprla njihova izvidnika. Čeprav z neprimerljivo oborožitvijo, so se naborniki in vodstveni kader Teritorialne obrambe odlično držali in nedvoumno nakazali, da bodo odločno branili svoj učni center. V Pekre je JLA želela napotiti vojaške okrepitve, vendar so se temu Pekrčanke in Pekrčani uprli z živim zidom. Nabornikom se je pridružila še delegacija mestnih oblasti Franc Čuš, Andrej Verlič, Rudolf Moge in Stanislav Holc.

### Pogajanja in ugrabitev
Na pobudo predsednice Skupščine občine Maribor Magdalene Tovornik so v občinskih prostorih v večernih urah začela pogajanja za rešitev konflikta, ki je grozil, da preraste v širšo konfrontacijo. S strani republiške oblasti je pogajanja vodil Miran Bogataj, sodelovala pa sta še Marjan Fekonja, vodja štajerske Manevrske strukture narodne zaščite in major Andrej Kocbek. S strani občine so sodelovali Magdalena Tovornik, Boris Sovič, Janez Gajšek, Anton Rous, Bogo Rogina in Smiljan Pušenjak. S strani teritorialne obrambe je bil prisoten poveljnik Teritorialne obrambe Vzhodnoštajerske pokrajine Vladimir Miloševič in njegov sodelavec Milko Ozmec. S strani JLA je bil na pogajanjih general Mićo Delić, poveljnik 31.korpusa garnizije Maribor, njegov namestnik polkovnik Alojz Lipnik, svetovalec poveljnika polkovnik Stojan Filipović in podpolkovnik Ratko Katalina, načelnik korpusne kontraobveščevalne službe. JLA je prišla na pogajanja z močno enoto specialcev, ki so na Delićev znak pozno ponoči vdrli v pogajalsko sobo in kljub protestom prisotnih pod grožnjo orožja ugrabili Miloševiča in Ozmeca ter ju odpeljali v vojaški zapor.

### Reakcije občanov in prva žrtev
Aretacija poveljnika Teritorialne obrambe je med Mariborčankami in Mariborčani vzbudila veliko ogorčenje. Mestne oblasti so kot protiukrep skorajda vsem vojaškim objektom izključil telefon in elektriko. Pred vojašnico, kjer sta bila zaprta pripadnika TO, se je 24. maja 1991 začela zbirati velika množica ljudi, ki je z živim zidom želela preprečiti gibanje JLA. Vojaško oklepno vozilo BOV je zapeljalo v množico in na Ljubljanski cesti do smrti povozilo Josefa Šimčika, ki je postal prva žrtev osamosvojitvene vojne.

### Vloga medijev
Radio Maribor je prvi poročal o pekrskih dogodkih in s sprotnim obveščanjem prispeval k seznanjanju slovenske javnosti o dogodkih na Štajerskem, v Mariboru in okolici. Pomembno vlogo pri obveščanju so imeli tudi dopisništvo RTV Slovenija, Večer Maribor, Delo in Dnevnik. Mnogi novinarji so se osebno izpostavili, med njimi: Jože Jagodnik, Breda Čepe, Majda Struc, Otmar Klipšteter in Janez Ujčič.

## Možne posledice
Zavestna preprečitev spopada z armadnimi specialci ob vdoru v stavbo Skupščine občine Maribor pri ugrabitvi podpolkovnika Vladimirja Miloševiča in njegovega spremstva, ki si ga je armadni vrh močno želel, najprej v Pekrah, je zgodovinsko mojstrstvo vseh odgovornih v mestu. Prelivanje krvi v Mariboru bi bila za JLA povod in pretveza za razglasitev izrednih razmer in uporabo izrednih ukrepov v Republiki Sloveniji, s čimer bi bila napovedana osamosvojitev čez mesec dni skoraj gotovo nemogoča.

## Širši kontekst Pekrskih dogodkov
Ob dejstvu, da je bila JLA po oborožitvi in po strukturi ena najmočnejših armad v Evropi, je bilo pričakovati, da bo armada reagirala na slovenske poteze po plebiscitu. In to kljub temu, da je bila razglasitev samostojnosti Slovenije javno zamejena s šestmesečnim rokom, torej od decembra 1990 do konca junija 1991, in da je Slovenija vedno poudarjala željo, da se to zgodi po mirni in konsenzualni poti. 
Armada je povod za konflikt našla v trenutku, ko je Slovenija v skladu s svojimi samoosvojitvenimi koraki sprejela odločitev, da slovenskih nabornikov ne bo več pošiljala v JLA, ampak da bo formirala svoje obrambne sile in da bo nabornike usposabljala v slovenskih centrih za vojaško usposabljanje na Igu in v Pekrah. 
Vsi dogodki okrog 710. učnega centra TO v Pekrah so bili dejansko le povod za širšo in vnaprej načrtovano akcijo vodstva JLA proti teritorialni obrambi in legitimnim organom Republike Slovenije. JLA je poskušala z demonstracijo vojaške sile v Mariboru poseči v miren proces osamosvajanja Republike Slovenije in ga ob morebitnem spopadu s TO tudi nasilno zavreti in preprečiti.
Armada je tudi pokazala, da se ne bo odrekla poseganju v politično življenje in da je po mariborskih dogodkih obstajala realna nevarnost, da bo armada posegla v mirno uresničitev na plebiscitu izražene volje slovenskih ljudi o suverenosti in samostojnosti Slovenije.

## Pomen Pekrskih dogodkov

### Pomen za Slovenijo
Dogajanje v Pekrah je imelo velik simbolni pomen. Pokazalo je resen namen, da bo Slovenija to, kar je sprejela na plebiscitu, tudi dejansko izvedla. In ne samo, da bo to izvedla, ampak da je ta korak sposobna tudi zavarovati, da ga je odločena zavarovati.
Pekrski dogodki so imeli večkraten pomen - začela je nastajati prva mirnodobna slovenska vojska, Pekre pa so bile tudi prvo neposredno merjenje moči agresorske JLA ter slovenske vojske in policije. Pekrski dogodki so tudi pokazali odločnost in odločenost prebivalcev Peker in Maribora, da bodo branili samostojno državo.

### Pomen za mesto Maribor
Mariborčani, ki so od prvega trenutka mirno in dostojanstveno demonstrirali proti ravnanju JLA z  množičnim zbiranjem v Pekrah in pred vojašnicami, niso le preprečili izhoda tankom in drugim vojaškim enotam, marveč so pokazali jugoslovanskemu armadnemu vrhu, da nanje, kljub slabšemu gospodarskemu in socialnemu položaju v mestu kot tudi drugod v Sloveniji, ne morejo računati pri
nasilni pokoritvi Slovenije.
Zgodovinska tradicija slovenskega Maribora se je leta 1991 samo nadaljevala. Maribor je leta 1918 z akcijo generala Rudolfa Maistra in njegovih borcev ohranil Sloveniji njen severni del. Leta 1941 je bila prav v Mariboru, na dan 29. aprila, samo tri dni po obisku Adolfa Hitlerja v mestu, izvedena prva uporniška akcija v Sloveniji proti okupatorjem. Leta 1991 so Mariborčanke in Mariborčani, policija in teritorialna obramba najprej pri pekrskih dogodkih, kasneje pa v osamosvojitveni vojni, dokazali izredno domoljubje, učinkovitost in uspešnost ter profesionalnost pri obrambi domovine.
Zaradi zgodovinskega pomena pekrskih dogodkov je 23. maj eden izmed štirih spominskih dnevov  mestne občine Maribor in krajevni praznik KS Pekre.

## Spomin na Pekrske dogodke
Da spomin na tisti čas in dogodke ne bi zamrl je od leta 1992 naprej organiziran tradicionalni spominski pohod od Izobraževalnega centra v Pekrah do Vojašnice generala Maistra in nazaj. Organizatorji: Organizacijski odbor spominskega pohoda, Turistično društvo Pekre in Območno združenje slovenskih častnikov Maribor.
Mestna občina Maribor je 23. maj razglasila za svoj spominski dan. 
Muzej narodne osvoboditve Maribor je leta 2001 ob desetletnici izdal monografijo.
V Izobraževalnem centru Pekre, na prizorišču dogodkov, je bila leta 2006 odprta spominska soba in stalna razstava Pekrski dogodki. Razstavo so pripravili: Mestna občina Maribor, Muzej narodne osvoboditve Maribor in RTV Slovenija - Televizija Maribor.
Ministrstvo za obrambo je udeležencem dogodkov podelilo Spominski znak Pekre.

## Navedbe
- Milan Kučan: »Če bi ob Pekrah slovenska oblast reagirala brez pokritja v svojem pravnem redu, bi prišlo do uvedbe izrednih razmer, to pa bi za dolgo časa odložilo ali celo prekinilo osamosvojitvena dejanja v Sloveniji.«[1]
- Janez Janša: »Pekre ni bil samo lokalni dogodek. Šlo je za veliko dramo, ki je pretresla Slovenijo.«[2]
- Igor Bavčar: »Dogodki ob Pekrah bi verjetno potekali drugače, če bi upoštevali ... informacije Varnostno-informativne službe.«[3]